# محطة سالم للطاقة النووية
محطة سالم للطاقة النووية هي محطة للطاقة النووية تعمل بواسطة مفاعلين بالماء المضغوط، تقع في مقاطعة سالم (نيو جيرسي)، بولاية نيو جيرسي بالولايات المتحدة.

## الموقع
تقع المحطة بجزيرة اصطناعية في خليج ديلاوير مع محطة هوب كريك للطاقة النووية.

## المفاعلات
تم بناء المفاعلين وكلاهما يعملان بالماء المضغوط، من قبل وستنجهاوس، وبدأ تشغيل الوحدة الأولى في عام 1977 والوحدة الثانية في عام 1981. تبلغ سعة المحطة المكون من وحدتين 2275 ميجاوات.

## الترخيص

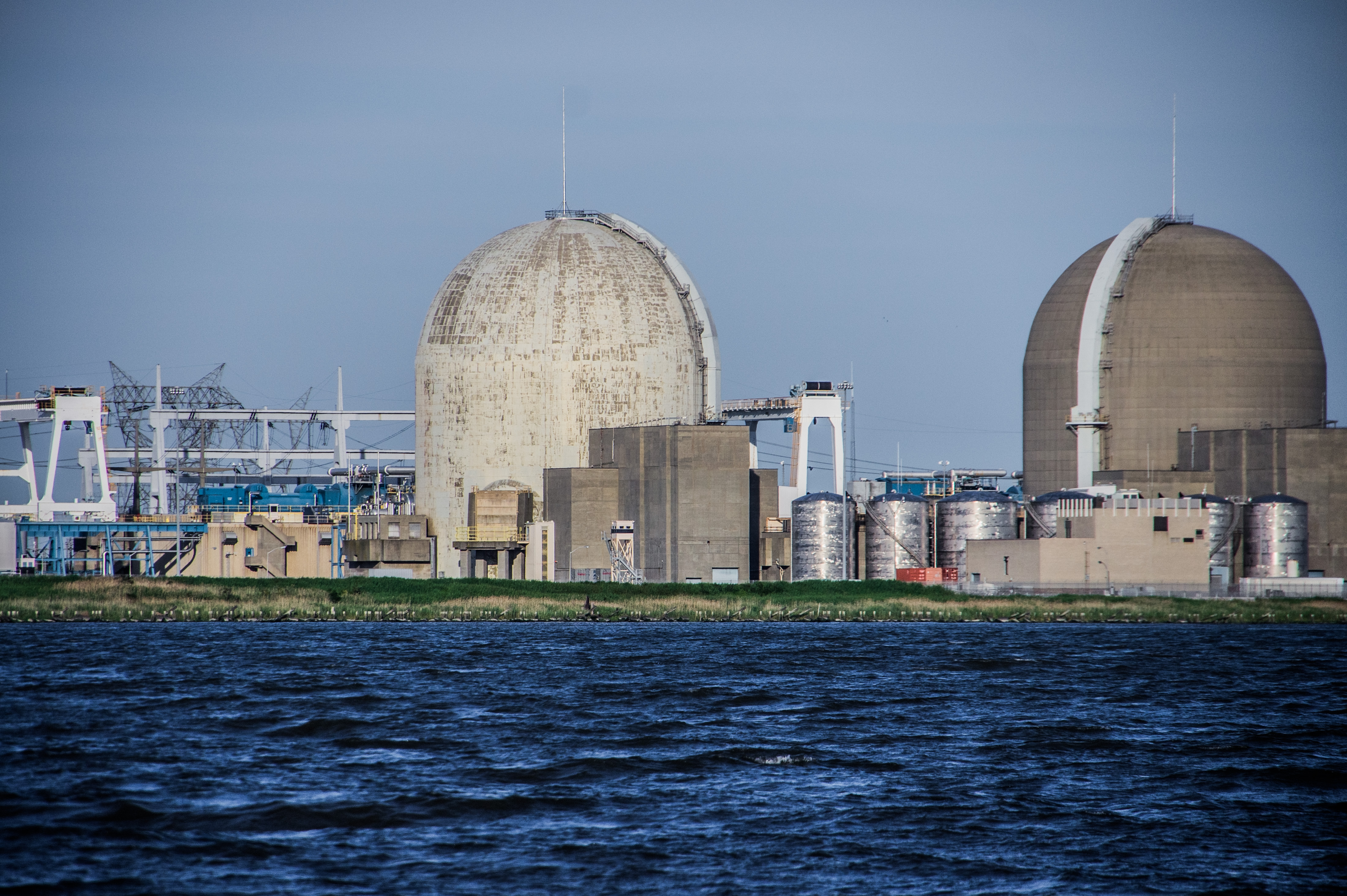
محطة سالم للطاقة النووية كما تم تصويرها من خليج ديلاوير

في عام 2009، قدمت المحطة طلبًا لتجديد التراخيص لمدة 20 عامًا لكلتا الوحدتين، والتي تمت الموافقة عليها من قبل هيئة الطاقة النووية في 2011.
- الوحدة الأولى مُرخصة بالعمل حتى 13 أغسطس 2036.
- الوحدة الثانية مُرخصة بالعمل حتى 18 أبريل 2040.